# Lake Mweru
Lake Kariba ligger på græsen mellem Zambia og den Demokratiske Republik Congo omkring 150 km vest for den sydlige ende af Tanganyikasøen. Den er ca. 96 km lang og 45 km bred.
9°10′S 28°30′Ø / 9.167°S 28.500°Ø
|  | Infoboks uden skabelon Denne artikel har en infoboks dannet af en tabel eller tilsvarende. |